# Mike Rotunda
Lawrence Michael (Mike) Rotunda (Saint Petersburg, 30 maart 1958) is een Amerikaans voormalig professioneel worstelaar die vooral bekend is van zijn tijd bij World Wrestling Federation als Irwin R. Schyster of I.R.S en bij World Championship Wrestling als Michael Wallstreet en Mr. Wallstreet. Rotunda werkt momenteel voor de WWE als road agent en hij treedt af en toe op WWE-shows als Irwin R. Schyster.
Tijdens zijn periode in de World Wrestling Federation, won Rotunda vijf keer het WWF Tag Team Championship. Rotunda won twee keer met Barry Windham en drie keer met Ted DiBiase de titel.

## Persoonlijk leven
Rotunda is getrouwd met Stephanie Windham, de dochter van worstelaar Robert Windham (beter gekend als Blackjack Mulligan) en de zus van worstelaars Barry en Kendall Windham. Ze hebben een dochter, Mika, en twee zonen, Windham en Taylor Rotunda, die beiden als professioneel worstelaars actief zijn in de WWE.

## In het worstelen
- Finishers
  - Airplane spin
  - The Penalty
  - Stock Market Crash
  - Write-off

- Kenmerkende bewegingen
  - Back elbow smash
  - Meerdere 'suplex' variaties
    - Belly to back
    - Double underhook
    - Vertical

  - Reverse chinlock
  - Rope-aided abdominal stretch

- Managers
  - Captain Lou Albano
  - Ted DiBiase
  - Jimmy Hart
  - Leia Meow
  - Kevin Sullivan
  - Miss Alexandra York

## Prestaties
- All Japan Pro Wrestling
  - World's Strongest Tag Team League (2000) – met Steve Williams
- Championship Wrestling from Florida
  - NWA Florida Heavyweight Championship (3 keer)
  - NWA Southern Heavyweight Championship (2 keer)
  - NWA United States Tag Team Championship (4 keer: met Barry Windham (3x) en Mike Davis (1x))
- Mid-Atlantic Championship Wrestling / World Championship Wrestling
  - NWA World Tag Team Championship (1 keer: met Steve Williams)
  - NWA Television Championship (1 keer)
  - NWA World Television Championship (2 keer)
- Maple Leaf Wrestling
  - NWA Canadian Television Championship (1 keer)
- World Wrestling Federation
  - WWF Tag Team Championship (5 keer: met Barry Windham (2x) en Ted DiBiase (3x))